# Tilloy-lez-Cambrai
 Tilloy-lez-Cambrai là một xã của tỉnh Nord, thuộc vùng Hauts-de-France, miền bắc nước Pháp.